# Sasha Weemaes
Sasha Weemaes (* 9. Februar 1998 in Sint-Niklaas) ist ein belgischer Radsportler, der auf Straße und Bahn aktiv ist.

## Sportliche Laufbahn
2013 wurde Sasha Weemaes zweifacher belgischer Jugend-Meister im Einzelzeitfahren sowie im Straßenrennen. Im Jahr darauf errang er erneut den Jugendtitel im Einzelzeitfahren und holte sechs Jugend-Titel auf der Bahn. 2016 fuhr er im Junioren-Bereich und gewann drei Titel auf der Bahn, im Jugendbereich wurde er belgischer Meister im Mannschaftszeitfahren.
Bei den U23-Europameisterschaften im portugiesischen Sangalhos wurde Weemaes gemeinsam mit Gerben Thijssen, Robbe Ghys und Lindsay De Vylder Vize-U23-Europameister in der Mannschaftsverfolgung. Im Jahr darauf wurde er für die Bahneuropameisterschaften in Berlin nominiert, wo er gemeinsam mit Kenny De Ketele, Moreno De Pauw und Gerben Thijssen Platz acht in der Mannschaftsverfolgung belegte.
2018 wurde Sasha Weemaes belgischer U23-Meister im Einzelzeitfahren, nachdem er kurz zuvor bei der ZLM Tour den zweiten Platz belegt hatte. Im Jahr darauf belegte sie gemeinsam mit Fabio Van den Bossche, Gerben Thijssen und Robbe Ghys bei den U23-Europameisterschaft in der Mannschaftsverfolgung Platz zwei.

## Erfolge

### Bahn
2014
- Belgischer Jugend-Meister – Sprint, Einerverfolgung, 500-Meter-Zeitfahren, Punktefahren, Zweier-Mannschaftsfahren, Mannschaftsverfolgung

2016
- Belgischer Junioren-Meister –  Einerverfolgung, Ausscheidungsfahren, Scratch

2017
- U23-Europameisterschaft – Mannschaftsverfolgung (mit Gerben Thijssen, Robbe Ghys und Lindsay De Vylder)

2019
- U23-Europameisterschaft – Mannschaftsverfolgung (mit Fabio Van den Bossche, Gerben Thijssen und Robbe Ghys)

### Straße
2013
- Belgisches Jugend-Meister – Einzelzeitfahren, Straßenrennen

2014
- Belgisches Jugend-Meister – Einzelzeitfahren

2015
- zwei Etappen und Punktewertung Sint-Martinusprijs Kontich

2016
- Belgischer Jugend-Meister –  Mannschaftszeitfahren
- eine Etappe Keizer des Juniores

2018
- Belgischer U23-Meister –  Einzelzeitfahren
- eine Etappe A Travers les Hauts de France

2023
- eine Etappe Tour de Langkawi